# Project Power
Pour plus de détails, voir Fiche technique et Distribution.
Project Power est un film américain réalisé par Ariel Schulman et Henry Joost,  sorti en 2020 sur Netflix.

## Synopsis
Dans un futur proche à La Nouvelle-Orléans, une rumeur commence à circuler : une mystérieuse pilule confère des super-pouvoirs à quiconque l'ingère. Chaque personne réagit différemment à ladite pilule : certains obtiennent divers pouvoirs (résistance aux balles, force surhumaine, invisibilité) mais les autres meurent. Cette pilule fait monter le crime très rapidement en ville. Art, un ancien soldat, va alors s'associer avec Robin, une jeune dealeuse, et Franck, un policier. Ils vont tenter d'arrêter ceux qui ont inventé cette pilule.

## Fiche technique
Sauf indication contraire, les informations mentionnées dans cette section peuvent être confirmées par la base de données cinématographiques IMDb,  présente dans la section « Liens externes ».
- Titre original : Project Power
- Réalisation : Ariel Schulman et Henry Joost
- Scénario : Mattson Tomlin
- Décors : Naomi Shohan
- Costumes : Sharen Davis
- Photographie : Michael Simmonds
- Montage : n/a
- Musique : Joseph Trapanese
- Production : Eric Newman et Bryan Unkeless

Producteurs délégués : Ray Angelic et Orlee-Rose Strauss
- Sociétés de production : Screen Arcade et Supermarché
- Société de distribution : Netflix
- Budget : n/a
- Pays d'origine :  États-Unis
- Langue originale : anglais
- Format : couleur -
- Genre : action, science-fiction, thriller
- Durée : 114 minutes
- Date de sortie[1] :
  -  Mondial : 14 août 2020 (sur Netflix)

## Distribution
- Jamie Foxx (VF : Jean-Baptiste Anoumon) : Art
- Joseph Gordon-Levitt (VF : Alexis Victor) : Frank
- Dominique Fishback (VF : Corinne Wellong) : Robin
- Rodrigo Santoro (VF : Damien Ferrette) : Biggie
- Courtney B. Vance (VF : Frantz Confiac) : le capitaine Crane
- Amy Landecker (VF : Audrey Sourdive) : Gardner
- Colson « Machine Gun Kelly » Baker (VF : Alexis Tomassian) : Newt
- Tait Fletcher (VF : Eric Peter) : Wallace
- Allen Maldonado (VF : Jonathan Amram) : Landry
- Kyanna Simone Simpson (VF : Youna Noiret) : Tracy, la fille de Art
- Andrene Ward-Hammond (VF : Maïk Darah) : Irene, la mère de Robin
- Casey Neistat : Moto
  - Voix additionnelles : Mohad Sanou, Ethel Houbiers, José Luccioni, Tanguy Goasdoué, Vanessa Van-Geneugden, Alexandre Nguyen, Didier Cherbuy[réf. nécessaire]

## Production

### Genèse et développement
En octobre 2017, il est annoncé que Netflix a acquis un script spéculatif de Mattson Tomlin (en) intitulé Power, alors que plusieurs autres studios étaient sur le coup. Le duo Ariel Schulman et Henry Joost est annoncé pour le réaliser, avec Eric Newman et Bryan Unkeless à la production.

### Attribution des rôles
En septembre 2018, Joseph Gordon-Levitt, Jamie Foxx et Dominique Fishback rejoignent le projet,.
En octobre 2018, Rodrigo Santoro, Amy Landecker, Allen Maldonado, Kyanna Simone Simpson, Andrene Ward-Hammond, Machine Gun Kelly et Casey Neistat sont engagés,. En novembre 2018, Jim Klock est confirmé. En décembre 2018, Courtney B. Vance est officialisé. Le film est ensuite rebaptisé Project Power.

### Tournage
Le tournage débute en octobre 2018 et s'achève le 22 décembre 2018. Il a lieu à La Nouvelle-Orléans. Le 31 octobre 2018, Joseph Gordon-Levitt est blessé durant une scène à vélo.

## Accueil

### Critique
En France, le site Allociné recense une moyenne des critiques presse de 3⁄5.
Pour Simon Riaux du site EcranLarge, « Si "Project Power" semble tout d'abord s'inscrire dans la vague de productions interchangeables qu'accueille Netflix, sa violence, son intensité et sa rugosité en font une série B aussi énervée que sympathique. ».
Pour Allan Blanvillain du site Le Journal du Geek, le film « se prend très peu au sérieux, ne cherche pas à cacher ses grosses faiblesses et s’assume pour ce qu’il est : une série B violente avec une dose de super-héros. ».